# Almirall de la Flota (Regne Unit)

Insignia de la Marina Reial

Almirall de la Flota és un rang de la Marina Reial britànica i d'altres marines.
El rang ha evolucionat des dels antics temps de la Marina Reial. La flota estava dividia en 3 divisions, cadascuna designada per un color: Vermell, Blanc i Blau. Cada divisió estava assignada a un Almirall, que al seu torn tenia un Vicealmirall i un Contraalmirall. L'Almirall de la Flota, per tant, comandava els Almiralls de les diverses divisions i, per tant, la integritat de la flota.
Entre 1795 i 1827 el cap de la Marina Reial era conegut com l'Almirall de la Flota, i posteriorment adquirí el nom de Primer Lord del Mar. Els nomenaments rutinaris al rang (i als seus equivalents als altres serveis britànics) van cessar el 1996.
L'Almirall de la Flota és un rang de 5 estrelles i té el codi de rang OF-10 a l'OTAN, equivalent a Mariscal de la Reial Força Aèria o a Mariscal de Camp de l'Exèrcit britànic.
Almirall de la Flota és també usat en altres exèrcits del món pel màxim oficial de la flota o pel Comandant en Cap de l'Armada. A la Kriegsmarine alemanya de la Segona Guerra Mundial, el rang equivalent era el de Gran Almirall (Großadmiral)